# Рудольф IV (маркграф Хахберг-Заузенберга)
Рудольф IV фон Хахберг-Заузенберг (1427, Замок Рёттельн — 12 апреля 1487, Замок Рёттельн) — маркграф Хахберг-Заузенберга с 1441 года и граф Невшателя с 1447 года.

## Биография
В 1441 году отец Рудольфа отрёкся от престола в пользу Рудольфа и его брата Хуго. Поскольку в то время они оба были несовершеннолетними, их дядя граф Иоганн Фрайбург-Невшательский стал их регентом.
8 сентября 1444 года граф Иоганн передал район Баденвайлера, в том числе замок Баденвайлер, своим племянникам Рудольфу IV и Хуго. Районы Баденвайлер, Рёттельн и Хахберг-Заузенберг образовали почти что целостный регион Маркгрефлерланд, к северу от Базеля и к югу от Фрайбурга. Хуго умер в 1444 году.
Граф Иоганн и его жена Мария Шалонская имели шестерых детей, но все они умерли в детстве. Не имея прямых наследников, в 1447 году граф передал Невшатель, включая замок, Рудольфу. После смерти Иоганна (19 февраля 1458 года) Рудольф унаследовал владения в Свободном графстве Бургундия.
Рудольф IV расширил замки Баденвайлер и Рёттельн. К последнему он добавил нижние ворота во внешнем дворе замка. Между 1479 и 1482 годами он восстановил сгоревшую городскую церковь в Шопфхайме. Также он восстанавливал монастырскую церковь в Вайтенау и церкви Рёттельна и Эгрингена.
В 1451 и 1452 годах Рудольф сопровождал Фридриха III в поездке в Рим для коронации. В 1454 году герцог Филипп Добрый посетил его в замке Рёттельн. В 1458 году он был назначен советником и камергером при дворе герцога Бургундского. Он был значимой фигурой и был известен как маркиз де Рёттельн.
В 1467 году герцог Карл Смелый назначил его губернатором Люксембурга. В 1468 году он выступал посредником в споре между герцогом Сигизмундом Австрийско-Тирольским и Швейцарским союзом.
Рудольф знал, что его положение вассала Германской империи, с одной стороны, и его связь с Бургундией, с другой стороны, может привести его к опасной ситуации. Чтобы сохранить баденские владения в семье, он вел переговоры с маркграфом Карлом Баденским и его сыном Альбрехтом. Незадолго до смерти Рудольфа, внук Карла I (и сын Кристофа I) Филипп I некоторое время жил при дворе Рудольфа. Переговоры не были завершены при жизни Рудольфа, но сын Рудольфа Филипп возобновил переговоры с Кристофом I, и они достигли соглашения в 1490 году.

## Семья
Рудольф был женат на Маргарите Вьеннской. У них было двое детей: сын Филипп и дочь Катерина.